# 克里斯默斯 (佛羅里達州)
克里斯默斯（英語：Christmas）是位於美國佛羅里達州橙縣的一個人口普查指定地區。

## 地理
克里斯默斯的座標為28°32′00″N 81°00′00″W / 28.53333°N 81.00000°W，而該地最高點為海拔高度13米（即43英尺）。

## 人口
根據2010年美國人口普查的數據，克里斯默斯的面積為8.90平方千米，當中陸地面積為8.90平方千米，而水域面積為0.00平方千米。當地共有人口1146人，而人口密度為每平方千米128人。